# Bombardeio de Darwin
Os dois ataques aéreos japoneses a Darwin, Austrália a 19 de Fevereiro de 1942, foram os maiores ataques por uma força inimiga contra a Austrália. Os ataques tiveram também uma significância na campanha do Pacífico na Segunda Guerra Mundial e teve um grande impacto na moral da população australiana.
Darwin, que em 1942 tinha uma população oficial de 2 000 pessoas, era uma posição estratégica tendo um porto naval e uma base aérea lá colocados. Embora fosse um alvo relativamente menos significante, um maior número de bombas foram lançadas do que no ataque a Pearl Harbor. Darwin não se encontrava preparado, e embora entre 1942-1943 fosse atacado por via aérea mais de 63 vezes, estes dois ataques foram os mais massivos e devassantes.

## As forças
Maior parte dos aviões atacantes vieram de quatro porta-aviões da Divisão de Porta-aviões 1 (Akagi e Kaga) e 2 (Hiryū e Sōryū) da Marinha Imperial Japonesa, comandadas pelo Almirante Chūichi Nagumo. Também estiveram envolvidos bombardeiros pesados de bases aéreas próximas. O ataque japonês consistiu em duas vagas de aviões, num total de 242 bombardeiros e caças.
Darwin encontrava-se relativamente bem protegida por fogo antiaéreo. Contudo, os únicos esquadrões caça operacionais da Força Aérea Real Australiana (RAAF) estavam na Inglaterra, Norte de África e no Médio Oriente; os únicos caças modernos em Darwin eram os 11 P-40 do esquadrão de perseguição 33º da Força Aérea dos Estados Unidos, e em adição alguns aviões de treino obsoletos da RAAF. Até à data do ataque não existia uma estação de radar ainda operacional.

## Os ataques
A primeira vaga de 187 aviões japoneses, liderada pelo comandante naval Mitsuo Fuchida levantou voo às 08h45 da manhã. Por volta das 09h15 da manhã, foi visto por civis em Bathurst e na Ilha Melville, Darwin foi minutos depois avisado pelo menos duas vezes por rádio. Contudo, os avisos não foram levados a sério, e os atacantes chegaram antes das 10 horas aos seus alvos.
De facto, os aviões japoneses encontraram cinco dos P-40 da Força Aérea Americana, que tinham acabado de chegar de uma missão abortada sobre Timor, de modo estando ainda carregados de munições — com ambos os números e o factor surpresa a seu favor, os caças japoneses abateram quase todos os aviões americanos, exceto um comandado pelo piloto Tenente Robert Ostreicher.
Um total de 71 torpedeiros Nakajima B5N "Kate" atacou então as embarcações — pelo menos 45 navios — no porto, enquanto 81 bombardeiros-de-mergulho Aichi D3A2 "Val", acompanhados de uma escolta de 36 caças Mitsubishi A6M "Zero" atacaram as bases aéreas da Força Aérea Real Australiana, campos aéreos civis, e um hospital. O Tenente Ostreicher abateu dois Mitsubishi A6M e conseguiu depois sobreviver ao ataque; nenhum avião Aliado conseguiu com sucesso descolar, e todos foram destruídos ou gravemente danificados a modo que não puseram descolar após o primeiro ataque. Por volta das 10h40 a primeira vaga de aviões japonesa tinha deixado a área.
Antes do meio-dia, foi efectuado um ataque a elevada altitude por bombardeiros japoneses, concentrando-se na base aérea da RAAF: 28 bombardeiros Mitsubishi G3M "Nell" voaram de Amboina e 27 Mitsubishi G4M "Betty" de Kendari, Sulawesi. Este segundo ataque demorou 20-25 minutos.
Embora o fogo antiaéreo de Darwin fosse pouco eficaz, a falta de blindagem e o estado dos aviões japoneses, tal como o voo prolongado a baixas altitudes durante o ataque, fez com que os aviões e pilotos fossem excepcionalmente vulneráveis a fogo terrestre.
Embora fontes australianas indiquem que quatro aviões japoneses foram destruídos em espaço aéreo australiano; presume-se que muitos outros não tenham conseguido chegar aos seus porta-aviões ou bases.

## Baixas e danos
Pelo menos 230 civis e militares foram mortos — embora tenha sido afirmado que este não é um número real pois militares de outros serviços não foram contados, tal como vários civis indígenas.
Os ataques aéreos causaram o caos em Darwin e muitos dos serviços essenciais tinham sido destruídos. Por estas razões e pelo medo de uma invasão iminente causou uma grande vaga de refugiados.
Segundo contas oficiais, 278 homens da RAAF desertaram como resultado dos ataques.
Oito navios foram afundados no porto de Darwin: o contratorpedeiro USS Peary da Marinha dos Estados Unidos, o navio de transporte General M. C. Meigs (AP-116) do Exército dos Estados Unidos, o barco de patrulha Australiano HMAS Mavie e os navios mercantes British Motorist, Kelat, Mauna Loa, Neptuna, e Zealandia. Muitos outros foram danificados e cerca de 187 marinheiros e passageiros foram mortos.